# Óscar Rodríguez Arnaiz
Óscar Rodríguez Arnaiz (Talavera de la Reina, Toledo, 28 de junio de 1998), conocido como Óscar Rodríguez o simplemente Óscar, es un futbolista español que juega de centrocampista.
Internacional con las divisiones inferiores de la selección española, en concreto en la categoría sub-19, disputó el Europeo de 2015 de la UEFA celebrado en Bulgaria. También fue internacional con la selección absoluta en dos ocasiones.
Una de las virtudes de su técnica es su eficaz golpeo de balón, que le permite realizar largos cambios de juego y lograr numerosos goles de lanzamiento directo de falta.

## Trayectoria

### Inicios
Óscar nació en Talavera, aunque es natural de una pequeña localidad cercana llamada Los Navalmorales (Toledo). Empezó a jugar en el año 2006, fecha en la que ingresó en la cantera del equipo de fútbol de Los Navalmorales. En ellas se mantuvo hasta que en el año 2009 pasó a formar parte del primer equipo alevín de las categorías inferiores del Real Madrid Club de Fútbol.
Fue ascendiendo por los diferentes equipos del club hasta que, en la temporada 2014-15, formó fue integrante del tercer equipo juvenil o juvenil "C". Sus destacadas actuaciones, generalmente en categorías superiores a la que le corresponderían por edad, le llevaron a ser nominado como uno de los mejores canteranos de España por Fútbol Draft de 2015. Fue uno de los 15 futbolistas del club de entre 16 y 20 años nominados en dicha edición, más que ningún otro club.
Como uno de los jugadores referencia en la cantera madridista, fue para el curso siguiente inscrito como futbolista del primer equipo juvenil —sin pasar por el equipo "B"—, a las órdenes de Luis Miguel Ramis. Fue seleccionado para disputar la Liga Juvenil de la UEFA —formato sub-19 de la Liga de Campeones—. En ella, su equipo quedó encuadrado en el Grupo "A", y debutó oficialmente en Europa el 15 de septiembre de 2015 en un partido frente al Futbolny Klub Shajtar Donetsk ucraniano, venciendo por 4-0, y siendo el asistente del último tanto y uno de los jugadores más destacados del encuentro. Así llegó con su equipo a los octavos de final de la competición, donde se enfrentó al Manchester City Football Club, una de las mejores escuadras de la competición.

### Etapa profesional en Madrid
Para la temporada 2017-18 el jugador ascendió al primer equipo filial madridista, el Real Madrid Castilla C. F., entrenado por el exjugador del club Santiago Solari.
El 28 de noviembre debutó con el primer equipo como titular en la vuelta de los dieciseisavos de final de la Copa del Rey, frente al Club de Fútbol Fuenlabrada, en el Estadio Santiago Bernabéu.

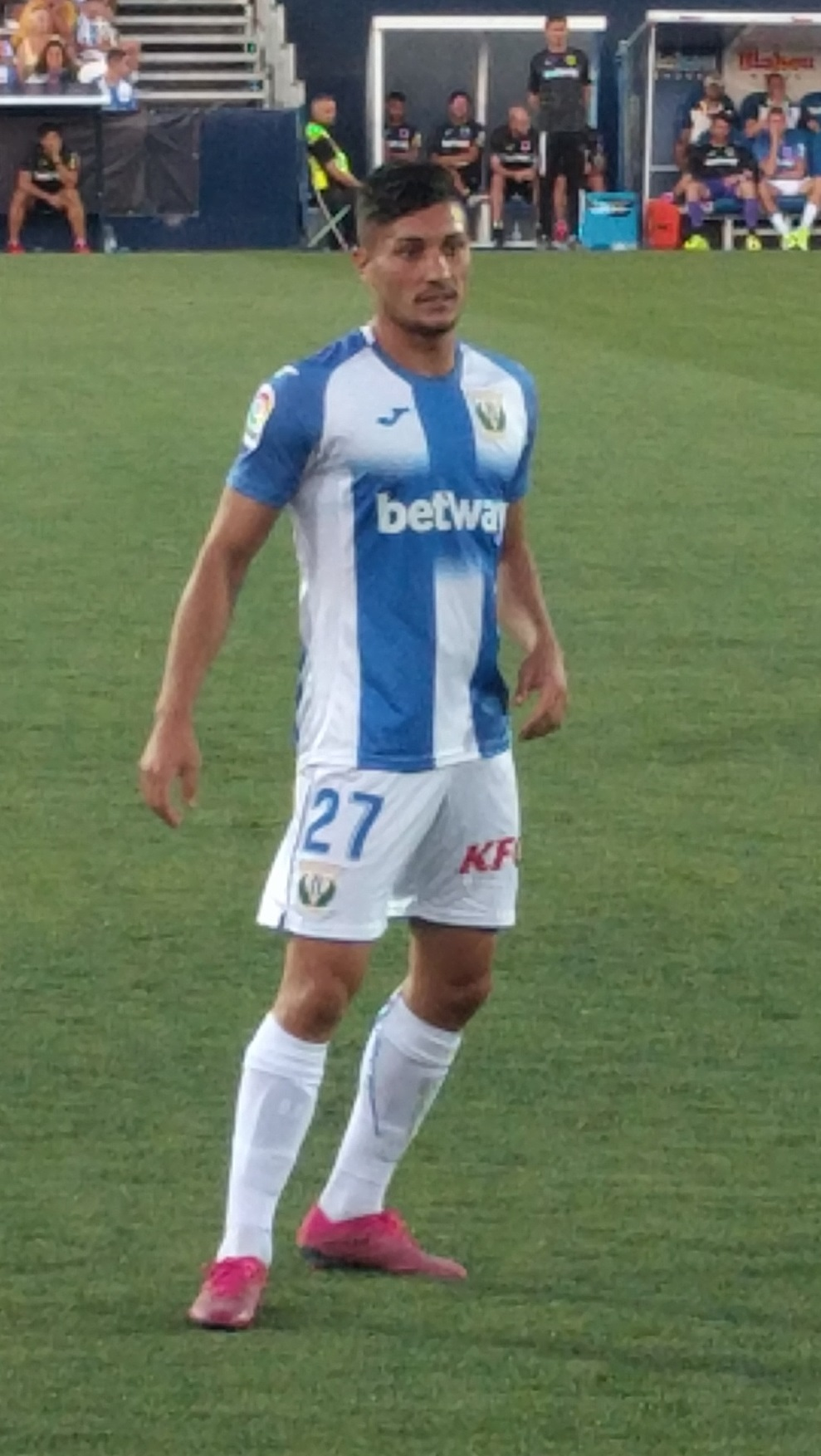
Óscar Rodríguez en un partido amistoso con el C. D. Leganés.

El 13 de agosto fue cedido por dos temporadas al Club Deportivo Leganés, dando así el salto a Primera División de cara a la temporada 2018-19. El 26 de septiembre, en su primer partido como titular, logró su primer tanto en el campeonato de liga en la victoria por 2-1 ante el Fútbol Club Barcelona. Fue titular indiscutible en la buena temporada que realizó el club, finalizando en el 13.er lugar de la clasificación.
En la temporada 2019-20 continuó siendo titular en el mediocampo del equipo, mejorando los registros del año anterior, pese al descenso del equipo

### Etapa en Sevilla
El 29 de agosto de 2020 el Sevilla F. C. anunció que había llegado a un acuerdo con el Real Madrid C. F. para su traspaso y que firmaba con el club hispalense para las siguientes cinco temporadas. Después de año y medio en el club hispalense, regresó a Madrid para jugar en el Getafe C. F. lo que restaba de curso 2021-22.
El 8 de julio de 2022 se marchó al R. C. Celta de Vigo en calidad calidad de cedido con una opción de compra. Esta no se hizo efectiva y el 1 de septiembre de 2023 regresó al Getafe C. F. en una nueva cesión.

### Regreso a Leganés
El 12 de agosto de 2024 se hizo oficial su vuelta al C. D. Leganés con un contrato hasta 2026. Sin embargo, esta segunda etapa en el club duró una única temporada ya que quedó libre por una cláusula en su contrato como consecuencia del descenso a Segunda División.

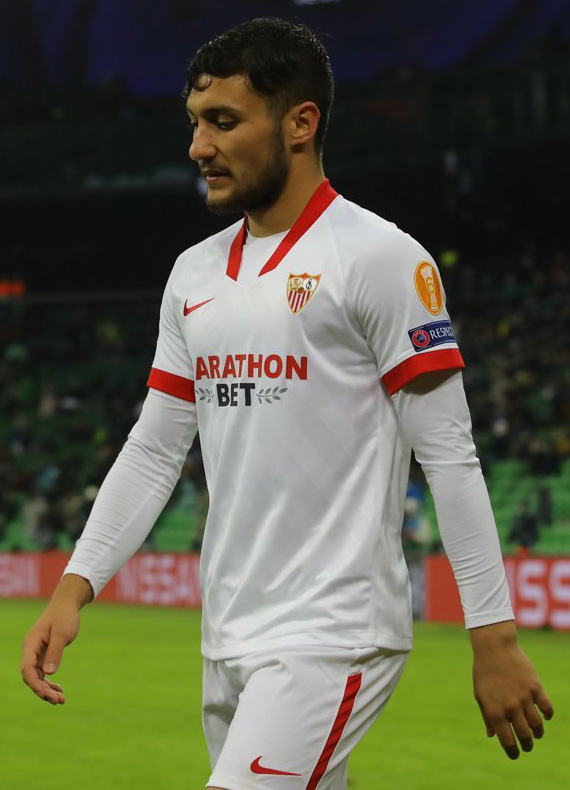
Óscar Rodríguez en 2020.

## Selección nacional

### Categorías inferiores
Fue por primera vez convocado por el combinado nacional español en septiembre de 2013, a las órdenes de Albert Celades en la categoría Sub-16. El jugador formó parte de una generación de futbolistas que fueron citados para jugar frente a la selección helvética. Precedido por sus buenas actuaciones en categoría cadete, donde fue nombrado como mejor jugador de la Nike Premier Cup, antesala de la fase mundial de clubes para cadetes, la Manchester United Premier Cup.
Con la reestructuración de categorías inferiores por parte de la FIFA, en 2014 debutó con la renovada selección sub-17.
Tras apenas unos pocos encuentros amistosos y alguno de la fase de clasificación fue convocado para jugar el Campeonato Europeo Sub-17 de 2015. El combinado español fue eliminado en los cuartos de final del torneo, y no logró después clasificarse para la Copa Mundial de Chile tras perder en el decisivo partido en la tanda de penaltis contra la selección inglesa. Su debut oficial en competición UEFA fue en este mismo torneo el 16 de septiembre en la victoria por 3-1 frente a la selección eslovaca.
En 2016 se hizo con el torneo C.O.T.I.F. Sub-20 ganando en la final a la selección argentina por 3-1. Ese mismo año se produjo su debut con la selección sub-19 de la mano de Luis de la Fuente. Con este combinado logró un tanto en siete encuentros.

### Absoluta
El 20 de agosto de 2020 fue convocado por primera vez con la selección absoluta para los partidos de la Liga de las Naciones de la UEFA ante Alemania y Ucrania que se disputarían el 3 y 6 de septiembre respectivamente. Debutó en el encuentro ante el conjunto alemán.

## Estadísticas

### Clubes
Actualizado al último partido disputado el 9 de noviembre de 2024.
| Club                          | Div.          | Temporada     | Liga  | Liga  | Liga   | Copas        | Copas        | Copas        | Internacional | Internacional | Internacional | Total | Total | Total  | Media goleadora |
| Club                          | Div.          | Temporada     | Part. | Goles | Asist. | Part.        | Goles        | Asist.       | Part.         | Goles         | Asist.        | Part. | Goles | Asist. | Media goleadora |
| ----------------------------- | ------------- | ------------- | ----- | ----- | ------ | ------------ | ------------ | ------------ | ------------- | ------------- | ------------- | ----- | ----- | ------ | --------------- |
| R. M. Castilla C. F. · España | 2.ª B         | 2017-18       | 34    | 6     | 5      | Inaccesibles | Inaccesibles | Inaccesibles | Inaccesibles  | Inaccesibles  | Inaccesibles  | 34    | 6     | 5      | 0.18            |
| Real Madrid C. F. · España    | 1.ª           | 2017-18       | 0     | 0     | 0      | 1            | 0            | 0            | 0             | 0             | 0             | 1     | 0     | 0      | 0               |
| C. D. Leganés · España        | 1.ª           | 2018-19       | 31    | 4     | 4      | 1            | 0            | 0            | ―             | ―             | ―             | 32    | 4     | 4      | 0.13            |
| C. D. Leganés · España        | 1.ª           | 2019-20       | 30    | 9     | 2      | 2            | 0            | 0            | ―             | ―             | ―             | 32    | 9     | 2      | 0.28            |
| Sevilla F. C. · España        | 1.ª           | 2020-21       | 20    | 0     | 0      | 3            | 2            | 0            | 6             | 0             | 0             | 29    | 2     | 0      | 0.07            |
| Sevilla F. C. · España        | 1.ª           | 2021-22       | 11    | 0     | 0      | 3            | 0            | 0            | 1             | 0             | 0             | 15    | 0     | 0      | 0               |
| Sevilla F. C. · España        | Total club    | Total club    | 31    | 0     | 0      | 6            | 2            | 0            | 7             | 0             | 0             | 44    | 2     | 0      | 0.05            |
| Getafe C. F. · España         | 1.ª           | 2021-22       | 18    | 0     | 1      | 0            | 0            | 0            | ―             | ―             | ―             | 18    | 0     | 1      | 0               |
| R. C. Celta de Vigo · España  | 1.ª           | 2022-23       | 32    | 2     | 0      | 3            | 1            | 1            | ―             | ―             | ―             | 35    | 3     | 1      | 0.09            |
| R. C. Celta de Vigo · España  | Total club    | Total club    | 32    | 2     | 0      | 3            | 1            | 1            | 0             | 0             | 0             | 35    | 3     | 1      | 0.09            |
| Getafe C. F. · España         | 1.ª           | 2023-24       | 24    | 2     | 1      | 4            | 3            | 1            | ―             | ―             | ―             | 28    | 5     | 2      | 0.18            |
| Getafe C. F. · España         | Total club    | Total club    | 42    | 2     | 2      | 4            | 3            | 1            | 0             | 0             | 0             | 46    | 5     | 2      | 0.11            |
| C. D. Leganés · España        | 1.ª           | 2024-25       | 9     | 0     | 2      | 1            | 0            | 1            | ―             | ―             | ―             | 10    | 0     | 3      | 0               |
| C. D. Leganés · España        | Total club    | Total club    | 70    | 13    | 8      | 4            | 0            | 1            | 0             | 0             | 0             | 74    | 13    | 9      | 0.18            |
| Total carrera                 | Total carrera | Total carrera | 209   | 23    | 15     | 18           | 6            | 3            | 7             | 0             | 0             | 234   | 29    | 18     | 0.12            |
| 1. 2. 3.                      |               |               |       |       |        |              |              |              |               |               |               |       |       |        |                 |

## Palmarés

### Títulos nacionales
| Título                                        | Club                       | País   | Año     |
| --------------------------------------------- | -------------------------- | ------ | ------- |
| Primera División Autonómica Juvenil de España | Real Madrid C. F. Juv. "C" | España | 2014-15 |
| División de Honor Juvenil de España           | Real Madrid C. F. Juv "A"  | España | 2016-17 |
| Copa de Campeones Juvenil de España           | Real Madrid C. F. Juv "A"  | España | 2016-17 |
| Copa del Rey Juvenil de Fútbol                | Real Madrid C. F. Juv "A"  | España | 2016-17 |